# Zatonie (gromada)
Zatonie – dawna gromada, czyli najmniejsza jednostka podziału terytorialnego Polskiej Rzeczypospolitej Ludowej w latach 1954–1972.
Gromady, z gromadzkimi radami narodowymi (GRN) jako organami władzy najniższego stopnia na wsi, funkcjonowały od reformy reorganizującej administrację wiejską przeprowadzonej jesienią 1954 do momentu ich zniesienia z dniem 1 stycznia 1973, tym samym wypierając organizację gminną w latach 1954–1972.
Gromadę Zatonie z siedzibą GRN w Zatoniu (obecnie w granicach Bogatyni) utworzono – jako jedną z 8759 gromad na obszarze Polski – w powiecie zgorzeleckim w woj. wrocławskim, na mocy uchwały nr 34/54 WRN we Wrocławiu z dnia 2 października 1954. W skład jednostki weszły obszary dotychczasowych gromad Zatonie, Trzciniec i Strzegomice ze zniesionej gminy Działoszyn oraz obszar dotychczasowej gromady Turoszów ze zniesionej gminy Opolno-Zdrój – w tymże powiecie. Dla gromady ustalono 27 członków gromadzkiej rady narodowej.
1 stycznia 1959 gromadę Zatonie zniesiono w związku z nadaniem jej statusu osiedla o nazwie Turoszów (tzn. dotychczasowe wsie Zatonie, Trzciniec, Strzegomice i Turoszów stały się jednym organizmem osiedlowym). 1 stycznia 1973 osiedle Turoszów zniesiono, a jego obszar włączono do Bogatyni.